# Транспарент
Транспарент (лат. trans-parere — „прозрачан, провидан; бистар, јасан”), 
- арак папира са нацртаним дебелим линијама који служи као подлошка за равно писање редака по папирима без линија,
- разапето платно по раму на коме су слике или натписи са паролама којима се протестује и које се носе у повроркама,
- кулиса код снимања филмова у студију (слика пејзажа се пројицира одозада на прозиран екран па се сприједа добија утисак природности),
- прозрачна, провидна слика израђена на провидном папиру
- танка горња хаљина испод која се види боја доње хаљине.[1][2][3]